# Graubrust-Schlangenadler
Der Graubrust-Schlangenadler (Circaetus fasciolatus) ist ein kleiner, im östlichen Subsahara-Afrika verbreiteter Greifvogel aus der Gattung der Schlangenadler (Circaetus) innerhalb der Familie der Habichtartigen (Accipitridae).

## Beschreibung
Der 55 bis 60 cm große Raubvogel mit einer Flügelspannweite von 119 bis 128 cm wiegt etwas weniger als ein Kilogramm und hat einen großen, abgerundeten Kopf, der mit graubraunen, bis zum Hals reichenden Federn bedeckt ist. Die Oberseite und die Flügeldecken sind schwarzbraun mit rostroten Federspitzen, während die Brust braun ist und an den Ober- und Unterschenkeln graubraune Streifen aufweist. Die Unterflügel sind weißlich. Das Ende des sonst bräunlich-grauen, langgestreckten Schwanzes ist weiß, wobei dieser an der Unterseite über zwei oder drei dunkle Bänder verfügt. Die relativ kurzen Flügel haben abgerundete Spitzen.
Die Augen sind cremefarben oder hellgelb, die Füße sind gelb, der Schnabel ist an der scharfen Spitze schwarz und die Wachshaut gelb.
Jungvögel haben eine dunkelbraune Oberseite, eine blasse Unterseite und dunkle Streifen im Gesicht, am Hals und an der oberen Brust. Die Streifen an der Unterseite des Schwanzes sind schmaler und liegen weiter auseinander. Die Flanken und Oberschenkel sind in braun netzförmig gemustert.
Es ist nahezu kein Geschlechtsdimorphismus erkennbar. Weibchen sind jedoch etwas größer als Männchen.

## Rufe
Der typische Ruf ist ein lautes, hohes „ko-ko-ko-kaw“, das wiederholt während der Ansitzjagd oder im Flug vorgetragen wird. Besonders häufig ist es in der Paarungszeit zu hören. Daneben vernimmt man manchmal ein kraftvolles „kowaaaaa“ sowie ein „kurk-urr, kurk-urr“, das einem Krähenschrei ähnelt.

## Verbreitung und Zugverhalten
Der Graubrust-Schlangenadler ist in Afrika östlich des Ostafrikanischen Grabens in Küstennähe verbreitet. Von Süd-Somalia und -Kenia an kommt er in Tansania, Mosambik, im südöstlichen Simbabwe und im nordöstlichen Südafrika vor.
Er ist prinzipiell ein Standvogel. Wahrscheinlich wandert er aber von Juli bis Oktober in nördlichere Bereiche seines Verbreitungsgebiets. In Kenia ist er in der Trockenzeit etwa deutlich häufiger anzutreffen als in der Regenzeit. Auch noch nicht fortpflanzungsfähige Jungvögel ziehen auf der Suche nach einem Brutplatz umher.

## Lebensraum
Er bewohnt küstennahe Wälder, die meist weniger als 20 km vom Ozean entfernt sind, und große Flusssysteme (etwa das des Save), denen er auch weiter ins Landesinnere folgt und dort auch in Feuchtsavannen lebt. Zudem ist er in Baumplantagen zu beobachten; in Kenia nutzt er Miombo als Lebensraum, der u. a. aus Brachystegia-Wäldern besteht.
Er verlässt das Waldland nur selten, am frühen Morgen jagt er jedoch auch von Ansitzen, die am Waldrand oder sogar in Kulturflächen wie Wiesen gelegen sind.
Er kommt hauptsächlich im küstennahen Flachland vor. Die Obergrenze seines Vorkommens liegt bei etwa 1500 m.

## Lebensweise

### Jagdverhalten und Ernährung
Der recht scheue und versteckt lebende Raubvogel jagt von einem über dem Baumkronendach gelegenen Ansitz aus. Er erbeutet hauptsächlich kleine Schlangen, Eidechsen, Chamäleons, Frösche und Insekten wie Termiten und große Käfer, aber frisst wohl auch Geflügel, Vögel und Säugetiere. Hat er Beute entdeckt, schießt er auf den Boden herab und packt sie mit seinen scharfen Krallen.

### Sozialverhalten
Graubrust-Schlangenadler leben meist einzelgängerisch, sind aber auch zu zweit in Paaren anzutreffen.

### Fortpflanzung
Die Brutsaison dauert von Juli bis November.
Das recht leichte Nest besteht aus Ästen und Zweigen und ist mit Blättern ausgelegt. Sein Durchmesser beträgt etwa 60 cm und die Tiefe 30 cm. Es liegt auf einer großen, etwa 7 bis 10 m hohen Astgabel in einem mit Schlingpflanzen bedeckten Baum. Das einzelne Ei ist (grünlich-)weiß und rötlich-braun gestreift.
Graubrust-Schlangenadler werden vermutlich im Alter von vier Jahren geschlechtsreif und brüten das erste Mal.

## Gefährdung
Der Graubrust-Schlangenadler galt bis in die 1980er-Jahre in Kenia, Tansania und Mosambik als einigermaßen verbreitet, doch durch den Verlust der küstennahen Wälder und sein daraus resultierendes zersplittertes Verbreitungsgebiet nehmen die Populationszahlen inzwischen ab. Da er recht versteckt lebt, lassen sich keine verlässlichen Angaben zu seinen Bestandszahlen machen. In Südafrika sind es wohl noch etwa 50 Paare, davon brüten etwa 20 in der Provinz KwaZulu-Natal. BirdLife International schätzte die weltweite Gesamtpopulation auf 670 bis 2000 erwachsene Individuen. In der Roten Liste der IUCN wird er als potenziell gefährdet (Near Threatened) eingestuft.